# Eric Weissberg
Pour les articles homonymes, voir Weisberg.
Eric Jean Weissberg, né le 16 août 1939 et mort le 22 mars 2020, est un banjoïste américain, connu pour avoir signé la bande originale du film Délivrance.

## Biographie
Eric Weissberg fréquente une petite école de Grennwich où il apprend à jouer. Puis il va successivement à l'Université de Wisconsin-Madison et à la Juilliard School of Music. Il rejoint The Greenbriar Boys (1958-59), mais les quitte avant qu'ils n'aient enregistré de disques ou même de chansons. il intègre alors The Tarriers, en remplacement d'Eric Darling, au début, Weissberg est engagé à la basse, mais le groupe utilise rapidement son talent de multi-instrumentiste pour le mettre au banjo, à la guitare, à la mandoline et au chant. Son premier album avec The Tarriers, Tell The World About This est enregistré en 1960. il fait son service militaire en 1964, et à son retour le groupe se reforme. En 1965, le groupe accompagne Judy Collins pour une tournée en Pologne et Russie ; ils se séparent peu après. Judy Collins, reconnaissant leur talent, les engage pour l'enregistrement de Fifth Album (1965) et plusieurs autres…
Eric Weissberg commence alors sa carrière comme musicien de studio, jouant sur les albums de Doc Watson, Melanie, Billy Joel, Bob Dylan, Loudon Wainwright III, Talking Heads, Tom Paxton, Jim Croce, Art Garfunkel, John Denver et d'autres. il est notamment connu pour son single Dueling Banjos, le thème du film Délivrance, produit par Joe Boyd et réalisé par John Boorman. La bande originale du film fut incluse dans un album nommé Dueling Banjos: From the Original Motion Picture Soundtrack 'Deliverance' in 1973.
Eric Weissberg continue de jouer dans des festivals de folk, et est connu pour sa guitare dobro et pour son style de jeu au banjo bluegrass, il enregistre aussi avec des musiciens de jazz comme Bob James. En 1998 il rejoint Richard Thompson et des douzaines d'autres musiciens folk sur l'album de Nanci Griffith : Other Voices Too.
Il joue encore avec Tom Paxton. Ils jouent souvent une variante de Dueling Banjos lors de leurs concerts, en plus des chansons de Tom Paxton.
Eric Weissberg décède le 22 mars 2020 affecté de la maladie d'Alzheimer.

## Discographie
- Single:  Dueling Banjos / Reuben's Train (Eric Weissberg & Steve Mandell, 1973)
- Tell The World About This (The Tarriers, 1960)
- A Live Performance Recorded At The Bitter End (The Tarriers)
- Folk Blues Styles (1963)
- New Dimensions in Banjo and Bluegrass (Eric Weissberg, Marshall Brickman and Company, 1963)
- Sweet Moments With The Blue Velvet Band 1969, Warner Bros. Seven Arts Records WS 1802 (membre du Blue Velvet Band, avec Bill Keith, Richard Greene, et Jim Rooney).
- Rural Free Delivery (Eric Weissberg and Delivery, 1973)
- Dueling Banjos: From the Original motion Picture Soundtrack 'Deliverance' (1973 ; réédition de New Dimensions)
- Banjo Jamboree: Traditional Series (1996)

## Sessions d'enregistrement
- Fifth Album (Judy Collins, 1965)
- Live At Newport (1959 - 1966) (Judy Collins)
- Ballads From Deep Gap (Doc and Merle Watson, 1967)
- The Good Book (Melanie, 1971)
- Poems, Prayers & Promises (John Denver, 1971)
- Portfolio (Richie Havens, 1973)
- Rocky Mountain High (John Denver, 1973)
- True Stories and Other Dreams (Judy Collins, 1973)
- John Denver's Greatest Hits (John Denver, 1973)
- Piano Man (Billy Joel, 1973)
- Blood on the Tracks (Bob Dylan, 1974)
- Judith (Judy Collins, 1975)
- Final Exam (Loudon Wainwright III, 1978)
- Little Creatures (Talking Heads, 1985)
- Album III (Loudon Wainwright III, 1990)
- Heroes (Tom Paxton, 1992)
- Judy Sings Dylan ... Just Like a Woman (Judy Collins, 1993)
- Shameless (Judy Collins, 1994)
- Take The Fifth (compilation ; Bridget St John, 1995)
- Other Voices Too (Nanci Griffith, 1998)
- Live For The Record (Tom Paxton, 1999)
- Times Like These (Rick Danko, 2000)
- Live at Wolf Trap (Judy Collins, 2002)